# Five by Five (The Rolling Stones)
Five by Five è il secondo EP dei Rolling Stones, pubblicato nel 1964 dalla Decca Records.

## Storia
Nel 1964 Mick Jagger e Keith Richards erano ancora incerti delle loro doti come compositori di canzoni, e quindi solamente Empty Heart e 2120 South Michigan Avenue sono brani originali e furono accreditati a "Nanker Phelge", uno pseudonimo creato appositamente per accreditare i brani al gruppo intero, incluso il manager Oldham e, all'inizio, anche Ian Stewart. Il resto del materiale presente sull'EP è composto da cover di pezzi R&B degli artisti preferiti dal gruppo. Andrew Loog Oldham produsse Five by Five e contribuì scrivendo le note interne del disco. Il curioso titolo Five by Five è un gioco di parole dovuto al fatto che 5 sono i brani e 5 sono gli esecutori degli stessi su disco.
La versione completa di 2120 South Michigan Avenue, che si può ascoltare sulla versione rimasterizzata dell'album 12 x 5, nell'EP originale venne accorciata sfumando nel finale a causa dei limiti di spazio disponibile sui normali EP dell'epoca.
Registrato durante un periodo particolarmente prolifico per la band negli studi della Chess Records a Chicago nel giugno '64, Five By Five venne pubblicato in agosto in Gran Bretagna poco tempo dopo l'uscita del primo album del gruppo, The Rolling Stones.
Le cinque tracce presenti vennero incluse nel secondo album della band negli Stati Uniti, 12 x 5, sempre nel 1964.
Five by Five è stato ristampato in formato Compact Disc nel 2004 all'interno della raccolta Singles 1963–1965 della ABKCO Records.

## Accoglienza
Raggiunse la vetta della classifica britannica riservata agli EP.

## Tracce
Lato A
1. If You Need Me (Wilson Pickett/Robert Bateman) - 2:03
2. Empty Heart (Nanker Phelge) - 2:37
3. 2120 South Michigan Avenue (Nanker Phelge) - 2:07

Lato B
1. Confessin' the Blues (Jay McShann/Walter Brown) - 2:48
2. Around and Around (Chuck Berry) - 3:05

## Formazione
The Rolling Stones
- Mick Jagger – voce solista
- Brian Jones – chitarra ed armonica
- Keith Richards – chitarra e cori
- Charlie Watts – batteria
- Bill Wyman – basso

Musicisti aggiuntivi
- Ian Stewart – organo e pianoforte

Produzione
- Andrew Loog Oldham - produttore, note interne